# Албергарія-а-Веля (парафія)
Албергарі́я-а-Ве́ля, або Стара́ Албергарі́я (порт. Albergaria-a-Velha; МФА: [aɫ.bɨɾ.gɐ.ˈɾi.ɐ-ɐ-ˈvɐ.ʎɐ]) — колишня парафія в Португалії, в муніципалітеті Албергарія-а-Веля. Перебувала у складі округу Авейру.  Входила до регіону Центр. За старим адміністративним поділом, що був чинним до 1976 року, територія парафії належала провінції Берегова Бейра.  Ліквідована 28 січня 2013 року. Увійшла до складу парафії Албергарія-а-Веля і Валмайор. Площа парафії — 26,77 км², населення — 8528 ос. (2011), густота населення — 318,57 осіб/км²
. Патрон — святий Хрест. Поштовий індекс — 3850. Код  — 010201.

## Географія

Албергарія-а-Веля (2013)
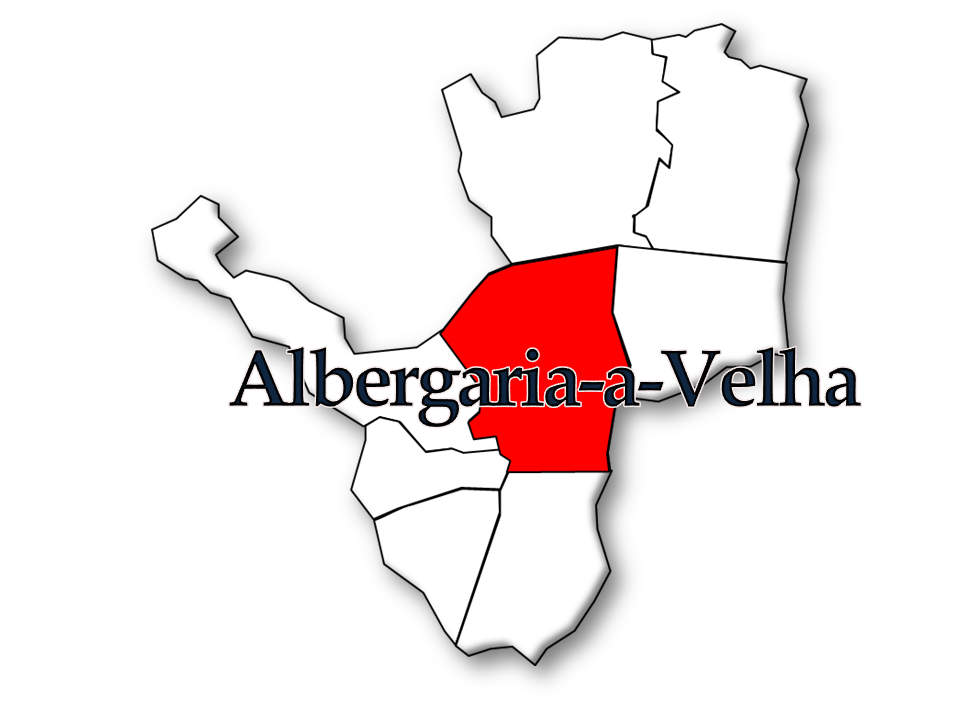
Албергарія-а-Веля

## Населення
| Кількість мешканців | Кількість мешканців | Кількість мешканців | Кількість мешканців | Кількість мешканців | Кількість мешканців | Кількість мешканців | Кількість мешканців | Кількість мешканців | Кількість мешканців | Кількість мешканців | Кількість мешканців | Кількість мешканців | Кількість мешканців | Кількість мешканців |
| ------------------- | ------------------- | ------------------- | ------------------- | ------------------- | ------------------- | ------------------- | ------------------- | ------------------- | ------------------- | ------------------- | ------------------- | ------------------- | ------------------- | ------------------- |
| 1864                | 1878                | 1890                | 1900                | 1911                | 1920                | 1930                | 1940                | 1950                | 1960                | 1970                | 1981                | 1991                | 2001                | 2011                |
| 1.948               | 2.518               | 2.667               | 2.918               | 3.023               | 3.011               | 3.353               | 3.681               | 3.914               | 3.885               | 3.640               | 4.930               | 6.074               | 7.421               | 8.528               |